# 金鳥山
金鳥山（きんちょうざん）は兵庫県神戸市東灘区本山町にある六甲山系の標高338mの山。

## 概要
金鳥山は、高橋川支流風呂ノ川の谷（権現谷）と天上川の谷（八幡谷）に挟まれた、風吹岩付近より続く尾根の先端付近にある山。明確な山頂標識等は存在せず、国土地理院による標高点338m付近一帯が山頂とされる。この尾根上には、標高の高い側より本庄山（424.5m, 三等三角点）、金鳥山（338m, 標高点）、保久良山（185m, 標柱あり）と連なっている。
金鳥山の山頂付近の登山道脇にはベンチが置かれた休憩所があり、神戸市東灘区や灘区、中央区方向の眺望が良い。
金鳥山から南へ延びる尾根上の標高200から220m付近では、弥生時代中期から後期の高地性集落跡が見つかっており、金鳥山遺跡と呼ばれている。
山頂付近の植生は、アベマキ ー コナラ群集と外国産樹種植林（ニセアカシア群落）の境界付近となっている。地質は丹波層群（砂岩・頁岩・ホルンフェルス）である。
周辺には偽史ではあるが、カタカムナ文献の伝説がある。

## 登山道
主な登山道は、保久良神社から風吹岩・六甲山最高峰方向に向かう道で、保久良神社の鳥居横の登山口からの所要時間は25分から30分、距離は1.0km（公衆トイレ脇の標識柱による）である。
金鳥山で、風吹岩方向への登り道と、八幡谷方向への下り道が分岐している。